# LS-Studio

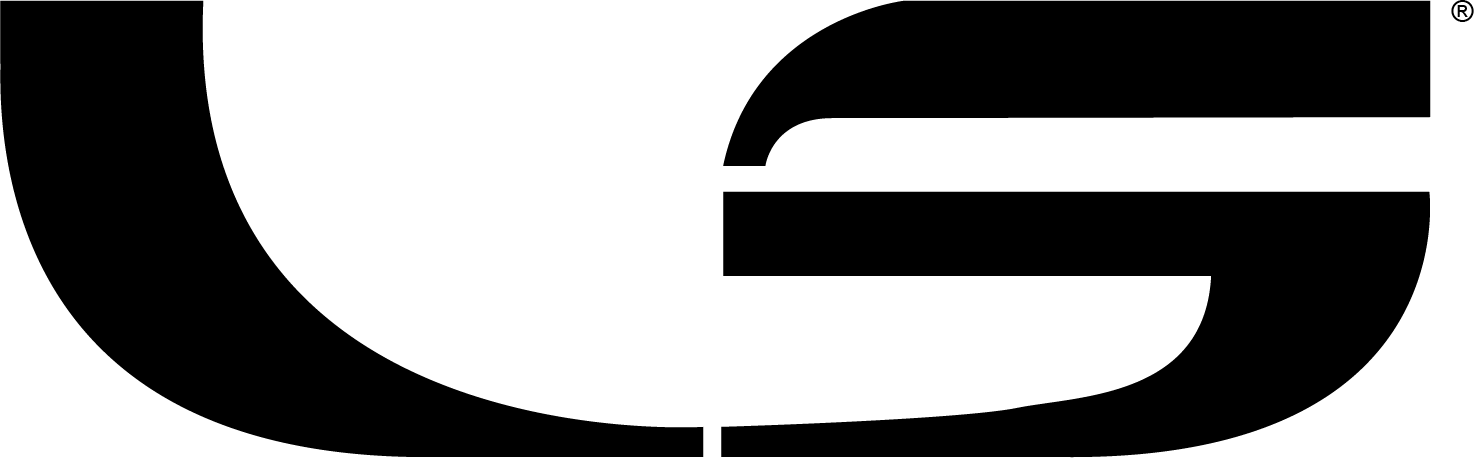
Firmenlogo

LS Studio (ursprünglich Ukrainian Angels Studio) war ein als Kinder- und Jugend-Künstleragentur getarntes ukrainisches Unternehmen zur Produktion von kinderpornografischen Bildern und Videos.
Zwischen 2001 und seiner Zerschlagung im August 2004 hat das Unternehmen etwa 500 (andere Quellen sprechen von 1500) ukrainische Mädchen im Alter von acht bis sechzehn Jahren, zumeist nackt und in aufreizenden Posen, fotografiert. Die Bilder wurden über Webseiten oder in Form von etwa 80 einzeln zu beziehenden Online-Magazinen (nicht Printmagazine) zum Verkauf angeboten.

## Unternehmensgeschichte
Das Unternehmen wurde vermutlich bereits zwischen 1999 und 2001 gegründet und agierte in seinen Anfangsjahren noch unter dem Namen Ukrainian Angels Studio. 2003 änderte man den Namen in LS Studio und startete die Onlinemagazine.
Das Unternehmen inserierte und warb als Modellstudio in den ukrainischen Medien, einschließlich Zeitungen und im Fernsehen. Die Fotografen suchten sich ihre Modelle vor allem in den Städten Kiew, Charkiw und Simferopol. Das Fotostudio selbst war in Kiew angesiedelt. Die Organisation, die von einem mitte-zwanzig-jährigen Ukrainer geleitet wurde, erwirtschaftete in den drei Jahren mehrere hunderttausend Euro. Manche Quellen sprechen von einem Gewinn von 100.000 Dollar pro Monat. Nach mehreren Monaten der Ermittlungen durch das FBI und die ukrainische Polizei konnte die Organisation im Juli 2004 ausgehoben werden. Ihr Chef wurde verhaftet, die Polizei beschlagnahmte Videoausrüstung, Computer, Bildmaterial, Finanzdokumente und das Auto des Firmenleiters. Die Untersuchungen des Falles wurden laut einer Meldung der Prawda bis zum 6. April 2005 abgeschlossen. Über das weitere Vorgehen schweigt sich die ukrainische Justiz aus.
Den Eltern der jungen Modelle wurden zwischen 10 und 40 US-Dollar pro Modellstunde gezahlt, was für ukrainische Verhältnisse viel Geld ist. Nach Auskunft des ukrainischen Innenministeriums wussten oder vermuteten die meisten Eltern, was bei den Fotosessions vor sich ging. In manchen Videos hört man weibliche Regieanweisungen aus dem Off.
Auch nach der Zerschlagung des Ringes waren einige der Models weiterhin als Nacktmodels tätig.
Das Bild- und Videomaterial kursiert immer noch im Internet und Usenet.

## Produziertes Material
Zunächst waren die Bilder noch in natürlichen Posen gehalten und als Aktfotos zu bezeichnen. Ab 2003 wurden die Bilder und Posen mehr und mehr sexueller Natur („freizügiger Akt“) und es wurden Nahaufnahmen der Geschlechtsorgane angefertigt. Es gab jedoch nie sexuelle Akte wie Geschlechtsverkehr, andere sexuelle Handlungen wie Penetrationen oder Bilder zusammen mit Jungen oder Erwachsenen. Bei der Schließung der Agentur beschränkten sich die Posen (bei den freizügigeren Bilderserien) auf angedeutete sexuelle Handlungen wie die Oralverkehr imitierende Benutzung von Gegenständen, etwa Bananen. Auch Videos in dieser Art wurden gedreht. Allgemein kann das produzierte Bild- und Videomaterial als „Softcore“-Kinderpornographie bezeichnet werden.
Was das LS-Studio von anderen seiner Art neben der Größe unterschied, war die Professionalität. Die Bilder hatten eine sehr hohe Qualität, vielfach wurden Kostüme für die Modellszenen, die oftmals einen thematischen Inhalt hatten, extra angefertigt.